# Tossal de Moreu
El Tossal de Moreu és un cim de 1.328,1 metres d'altitud del terme municipal d'Abella de la Conca, a la comarca del Pallars Jussà.
Es troba a la part oriental del terme, prop del límit amb Isona i Conca Dellà, en el seu antic terme d'Isona. Pertany a la serra de la Sadella, on es destaca perquè és un tossal que en queda avançat cap a llevant, a la part nord-oriental de la serra. Sota seu hi ha la masia de Cal Curt, que pertany a la Rua, poble situat a llevant del Tossal de Moreu.
Com diu Joan Coromines, «Moreu» procedeix de l'occità moureu, que significa bru fosc, possiblement apel·latiu amb què es coneixia el propietari del lloc.